# Giovanni Antonio Amedeo Plana
Giovanni Antonio Amedeo Plana   (Voghera, 6 de novembre de 1781 - Torí, 20 de gener de 1864), conegut simplement com Giovanni Plana o, en francès, com Jean Plana, va ser un astrònom i matemàtic Italià.

## Vida i Obra
Va néixer a Voghera, Itàlia, fill d'Antonio Maria Plana i de Giacoboni. El 1796, amb quinze anys, se le va acudir plantar un arbre al pati de l'escola per celebrar la llibertat conquerida amb l'ocupació napoleònica, a resultes de lo qual va ser enviat a viure amb els seus oncles a Grenoble on va completar la seva formació i va fer amistat amb Henri Beyle (el futur Stendhal). El 1800 va entrar a la École Polytechnique, on va estudiar amb Joseph Lagrange. Jean Fourier, impressionat per la seva genialitat, va aconseguir que el 1803 fos anomenat per a una càtedra de matemàtiques en una escola d'artilleria del Piemont, que va quedar sota domini francès el 1805. El 1811 va ser nomenat catedràtic d'astronomia a la Universitat de Torí gràcies a la influència de Lagrange, càrrec que portava aparellat la direcció de l'Observatori Astronòmic de Torí. Va passar la resta de la seva vida ensenyant en aquesta institució i a l'escola d'artilleria.
Les seves contribucions a la ciència inclouen treballs sobre el moviment de la Lluna i també sobre integrals, funcions el·líptiques, calor, electroestàtica i geodèsia. El 1820, va ser un dels guanyadors, juntament amb Francesco Carlini i Marie Damoiseau, del premi atorgat per la Académie des Sciences a París per les taules lunars que havia redigides fent servir la llei de la gravetat. El 1832 va publicar Théorie du mouvement de la lune (a Torí, en tres volums). Va ser astrònom reial i des 1844, Baró. El 1834 va guanyar la Medalla Copley, el major premi de la Royal Society. A l'edat de 80 anys es va convertir en membre de la prestigiosa Académie des Sciences de París. Se'l considera un dels científics italians de més renom de l'època; la seva teoria dels moviments lunars completava les teories de Newton i Laplace sobre la mecànica celeste.

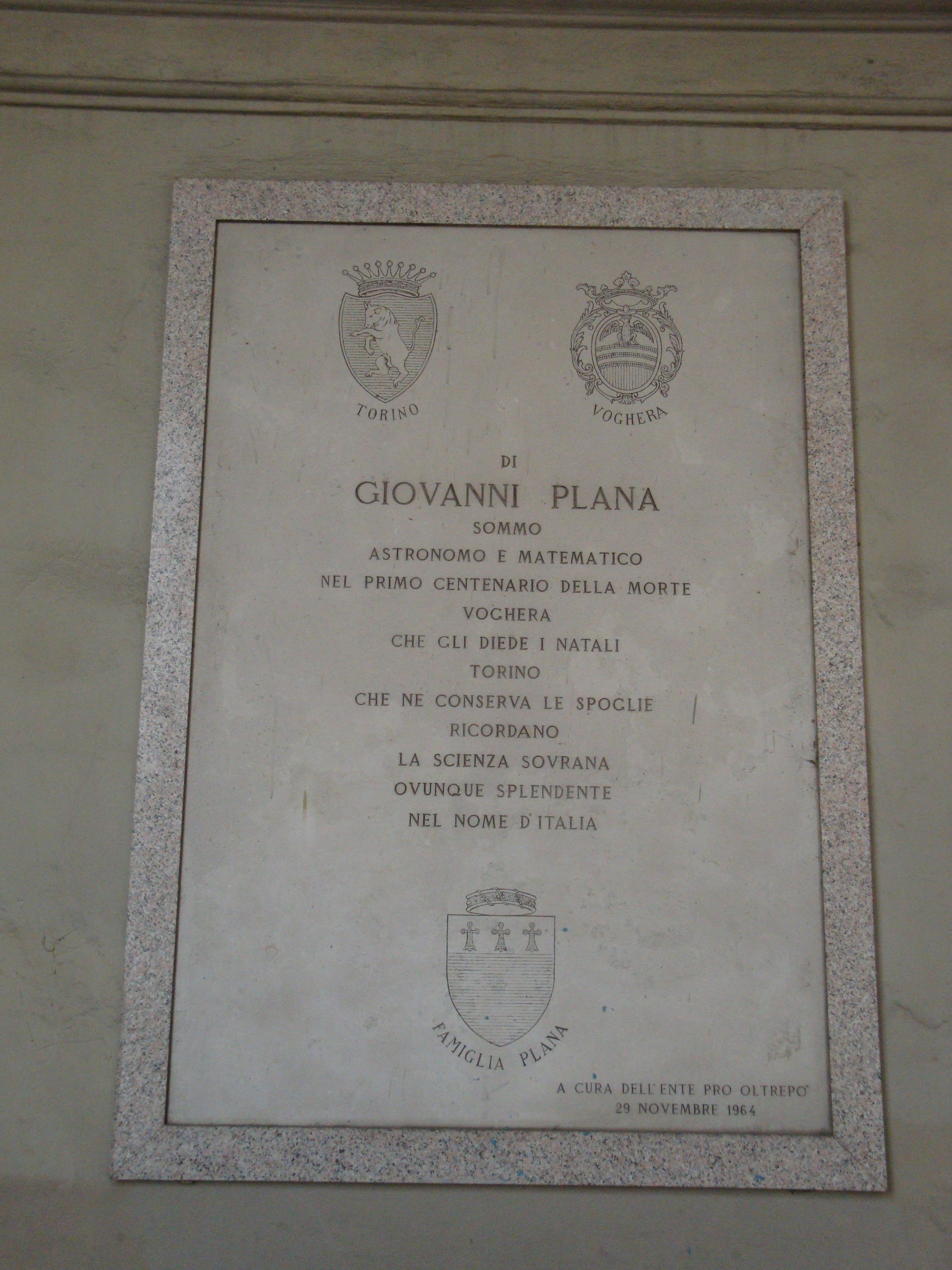
Placa commemorativa al seu poble natal: Voghera.

Malgrat el seu suport del moviment renovador del Risorgimento, no va patir persecució política gràcies al seu prestigi acadèmic internacional. El 1861 va ser nomenat senador del recent creat Regne d'Itàlia (ja ho havia estat del Regne de Sardenya des del 1848. Va rebre nombroses distincions, essent nomenat cavaller i comanador de les ordes de Sant Maurici i Sant Llàtzer, de la Corona de Ferro, Civil de Savoia, de la Legió d'Honor, de l'Immaculada Concepció de Vila Viçosa i de l'Estrella Polar.
Hi ha un cràter lunar amb el seu nom.